# Ерецкий
Ерецкий — хутор в Иловлинском районе Волгоградской области России. Входит в состав Авиловского сельского поселения.

## География
Хутор находится в центральной части Волгоградской области, на границе Приволжской возвышенности и поймы Дона, на берегу озера Колдаир, на расстоянии примерно 13 километров (по прямой) к юго-западу от посёлка городского типа Иловля, административного центра района. Абсолютная высота — 42 метра над уровнем моря.
Часовой пояс
Хутор Ерецкий, как и вся Волгоградская область, находится в часовой зоне МСК (московское время). Смещение применяемого времени относительно UTC составляет +3:00.

## Население
| 2010 |
| ---- |
| 24   |

Гендерный состав
По данным Всероссийской переписи населения 2010 года в гендерной структуре населения мужчины составляли 45,8 %, женщины — соответственно 54,2 %.
Национальный состав
Согласно результатам переписи 2002 года, в национальной структуре населения русские составляли 100 % из 17 чел.

## Улицы
Уличная сеть хутора состоит из одной улицы (ул. Ерецкая).